# Caliciviridae
Cet article possède un paronyme, voir Calici.
Famille
Genres de rang inférieur
- Vesivirus
- Lagovirus
- Norovirus
- Sapovirus

La famille des Caliciviridae (Calicivirus) appartient au groupe IV des virus à ARN simple brin (à polarité positive). Ils sont retrouvés chez un grand nombre d'organismes tels que l'être humain, les primates, le chat, le porc, le poulet, les reptiles, les dauphins, et les amphibiens.
Les calicivirus ont été peu étudiés du fait des difficultés de leur culture et qu'il n'existe pas de modèle animal convenable. Les avancées en biologie moléculaire ont permis l'étude de son génome.
Le nom de calicivirus vient du mot latin calyx qui signifie « calice », la surface de certains virus présentant, en microscopie électronique, des dépressions en forme de calices.

## Structure
Ce sont des virus non enveloppés, icosaédriques, mesurant 35 à 39 nm. Leur génome est de type ARN simple brin et code des protéines structurales (capside) et non structurales (polymérase, protéase).

## Genres
Les Caliciviridae sont divisés en 4 genres :
- le genre Vesivirus, qui n’infecte que l’animal,
- le genre Lagovirus, qui n’infecte que l’animal,
- le genre Norovirus ou Norwalk-Like Virus (NLV), dont l'exemple est le virus de Norwalk,
- et le genre Sapovirus ou Sapporo-Like Virus (SLV), qui infectent l’humain

## Pathogénécité
Leur transmission est féco-orale, soit par contact inter-humain, soit par ingestion d’un aliment contaminé. L’hypothèse d’une transmission par voie aérienne a aussi été avancée.
Les Calcivirus ont un tropisme entérique et affectent les entérocytes matures.
La durée d'excrétion virale est de trois jours. La concentration virale par gramme de selles est supérieure à 10⁶.

## Pathologies
Les pathologies liées à cette famille de virus peuvent toucher la peau, ils peuvent être responsables de pneumonie, d'avortement, d'encéphalite, de myocardite, d'hépatites, de troubles de la coagulation.
Chez l'homme, ils sont fréquemment à l’origine d’épidémies de gastro-entérite, particulièrement ceux du genre NLV. La période d'incubation est de 12 à 24 heures ; la durée des signes cliniques, de 24 à 48 heures.

## Méthodes de diagnostic
- microscopie électronique,
- amplification des acides nucléiques par RT-PCR.

## Référence biologique
- (en) ICTV : Calciviridae  (consulté le 1er février 2021)

## Voir
- Classification des virus
- Virus de Norwalk

## Lien
- Caliciviridae (images : structure en 3D)